# Horia Nestorescu-Bălcești
Horia Nestorescu-Bălcești (n. 16 iulie 1938, București) este un ziarist și muzeograf român, renumit pentru lucrările publicate de istorie a masoneriei române.

## Biografie
Horia Nestorescu-Bălcești s-a născut la data de 16 iulie 1938 în orașul București. A absolvit cursurile Facultății de Drept din București.
După absolvirea facultății, a lucrat ca ziarist la "Revista bibliotecilor" (1965-1968), redactor al ”Studia et acta musei Nicolae Bălcescu”, ”Studii vîlcene” și ”File vîlcene”, muzeograf - director al Muzeului Memorial Nicolae Bălcescu (1968-1974, 1975-1980) și al Muzeului Județean Vâlcea (1980-1989, 1992). După Revoluția din decembrie 1989, deține funcțiile de director-fondator al săptămânalului "Universul" (1990), cercetător științific la Academia Română, Institutul Național pentru Studiul Totalitarismului (1993-1996), apoi de director al Centrului Național de Studii Francmasonice (începând din anul 1996).
După propriile afirmații, a intrat în Francmasonerie în anul 1994.

## Distincții
- Medalia „Meritul Cultural” clasa a II-a (16 decembrie 1972) „pentru merite deosebite în opera de construire a socialismului, cu prilejul aniversării a 25 de ani de la proclamarea Republicii”[3]

## Lucrări publicate
- Nicolae Bălcescu: Contribuții biobibliografice (Ed. Enciclopedică Română / Ed. Militară, 1971)
- Vatra Bălceștilor: Studiu și documente (Ed. Muzeul memorial "Nicolae Bălcescu", 1971) - împreună cu Cornelia Bodea și Paul Cernovodeanu
- Răscoala țărănească din 1907 în județul Vâlcea: Studiu și documente (Ed. Societatea "Prietenii Muzeului Bălcescu", 1974) - în colaborare cu Corneliu Tamaș, Petre Bardașu și Sergiu Purece
- Revoluția de la 1848 în județul Vâlcea: Studiu și documente (Ed. Societatea "Prietenii Muzeului Bălcescu", 1978) - în colaborare cu Corneliu Tamaș, Petre Bardașu și Sergiu Purece
- Județul Vâlcea în anii Primului Război Mondial - 2 vol. (Ed. Societatea "Prietenii Muzeului Bălcescu", 1979) - în colaborare cu Corneliu Tamaș, Petre Bardașu și Sergiu Purece
- Revoluția de la 1821 în județul Vâlcea: Studiu și documente (Muzeul memorial "Nicolae Bălcescu", 1980) - în colaborare cu Corneliu Tamaș
- Județul Vâlcea în anii Primului Război Mondial - 2 vol. (Ed. Societatea "Prietenii Muzeului Bălcescu", 1979) - în colaborare cu Corneliu Tamaș, Petre Bardașu și Sergiu Purece
- Nicolae Bălcescu - urme în bronzul istoriei (Ed. Scrisul Românesc, București, 1988)
- Ordinul Masonic Român. Mai puțină legendă și mai mult adevăr, cu un Cuvânt înainte de Mihail Sadoveanu (Casa de Editură și Presă Șansa S.R.L., București, 1993)
- Românii în Francmasoneria universală (Ed. Nestor, 1997) - în colaborare cu Dan Amedeu Lăzărescu
- Studii de istorie (Ed. Conphys, 2002) - în colaborare cu Petre Bardașu, Aneta Bardașu și Dumitru Lazăr
- Dicționar de simboluri masonice (Ed. Paralela 45, 2004) - în colaborare cu Jean Ferre și Catrinel Auneanu
- Enciclopedia Ilustrată a Francmasoneriei din România - 3 vol. (Ed. Phobos, 2005)